# یواس‌اس رنجر (انتاریو)
یواس‌اس رنجر (انتاریو) (به انگلیسی: USS Ranger (Ontario)) یک کشتی بود. این کشتی در سال ۱۸۱۴ ساخته شد.